# Мефодий (Великанов)
Епископ Мефодий (в миру Михаил Матвеевич Велика́нов; 27 октября 1852, Саратов — 5 (18) февраля 1914, Сарапул) — епископ Русской православной церкви, епископ Сарапульский, викарий Вятской епархии. Духовный писатель. Богослов.

## Хронология жизни
Родился 27 октября 1852 года в семье саратовского мещанина. Окончил Саратовскую гимназию.
В 1879 году окончил историко-филологический факультет Московского университета со степенью кандидата; с 1882 года преподавал русский язык в Таврической учительской женской школе. Кроме этого, с 1889 года стал преподавать также в местном юнкерском училище.
В 1891 году поступил в Санкт-Петербургскую духовную академию; 22 ноября того же года пострижен в монашество, 1 декабря рукоположён во иеродиакона, 22 марта 1892 года — во иеромонаха. С 1893 года исполнял обязанности духовника в Санкт-Петербургской духовной семинарии и законоучителя образцовой школы при семинарии.
По окончании академии, в 1895 году был удостоен степени кандидата богословия и назначен членом Санкт-Петербургского духовно-цензурного комитета.
В 1896 году возведён в сан архимандрита. С ноября 1897 по июль 1899 года был ректором Санкт-Петербургской духовной семинарии; с 1899 года — синодальный ризничий.
В 1901 году назначен настоятелем Белёвского Спасо-Преображенского монастыря Тульской епархии. В 1902 году перемещён настоятелем Алатырского Троицкого монастыря Симбирской епархии.
С 1903 года — член Санкт-Петербургского духовного цензурного комитета; в следующем году, как знаток и автор русской грамматики, стал членом Комиссии по вопросам русского правописания.
12 апреля 1909 года в Санкт-Петербурге хиротонисан во епископа Сарапульского, викария Вятской епархии. После четырёх лет служения, в один из царских дней он произнёс проповедь и весьма резко отозвался о чиновниках, не посещающих храма. Святейший Синод 3 октября 1913 года рассмотрел жалобу одного из чиновника города Сарапул и, найдя выражения епископа недопустимыми в храме, постановил дать ему месячный отпуск, а затем удалить на покой.
Скончался 5 февраля 1914 года в Сарапуле от кровоизлияния в мозг. В 1932 году при уничтожении Вознесенского собора могила епископа была уничтожена, а его останки зарыты на площади около памятника Ленину.

## Сочинения
- Синтаксис: Повторит. курс синтаксиса: Для воспитанников и воспитанниц ст. классов среднеучеб. заведений. Вып. I / Сост. канд. филологии Михаил Великанов. — Тверь: типо-лит. Ф. С. Муравьева, 1890—1906.
- «Помнил ли Навуходоносор свой первый сон?» // «Христианское чтение». — 1895, сентябрь-октябрь.
- Об именах Божиих. — СПб., 1896.
- «К вопросу о подлинности 14 главы книги пророка Даниила» // «Христианское чтение». — 1897, II.
- «Молитвы Св. Церкви о жене родильнице».
- «Слово в день прославления честных мощей Препод. Отца нашего Серафима Саровского 19 июля 1903 года». — Одесса, 1904.
- Прославление преп. Серафима Саровского (к годовщине дня открытия его мощей) // «Русский паломник». — 1904. — № 29. — С. 494—496.
- Принципы брачной жизни и девства. — СПб., 1904.
- «К вопросу о реформе русского правописания». — СПб., 1905.
- «Объяснение некоторых наиболее трудных слов по своему начертанию».
- «Радость Воскресения Христова» // «Русский паломник». — 1905. — № 16. — С. 234—235.
- К вопросу о реформе русского правописания / Член Орфогр. комис. архим. Мефодий (Великанов). — СПб.: тип. «Бережливость», 1905. — 16 с.
- «Русская грамматика». Вып. II. — СПб., 1906.
- Старопечатная, второй половины XVI ст., Псалтырь в слогоударениях её глагольных форм: Материалы для истории ударения в рус. яз. — Варшава, 1908.
- «Старопечатная, второй половины XVI столетия Псалтирь в словоударениях об именных формах». — Варшава, 1909.
- «Объяснение Никео-Цареградского или Никео-Константинопольского Символа Веры в поучениях». — Ставрополь, 1900.
- «Объяснение богослужения и церковный Устав. По новой программе духовных училищ при 2-х уроках в 4-м классе». — Казань, 1909.
- Библиография. Перевод на французский язык панихиды свящ. П. С. Тилобеля // «Церковный вестник». — 1908. — № 40. — С. 1316—1317.